# Хантер Дуен
Хантер Дуен (Духан, нар. 19 січня 1994 року у Форт-Сміті (штат Арканзас)) — американський актор та сценарист. Найбільш відомий ролями в телесеріалах Правду мовлячи, Ваша честь і Венздей.

## Біографія
Хантер Дуен народився у Форт-Сміті, Арканзас. У підлітковому віці він брав участь у різноманітних театральних майстернях у своїй середній школі та у своєму місті. Має брата Джона. Навчався в Оклахомському міському університеті.

## Кар'єра
З 2019 по 2020 рік він грав постійну роль у телесеріалі Apple TV+ «Сказати правду». Він грає молодого Воррена.
З 2020 по 2021 рік він грає Адама Десіато в десяти епізодах телесеріалу «Ваша честь».
У 2022 році він приєднався до акторського складу телевізійного серіалу Венздей, натхненного коміксами «Сімейка Адамсів», створеними Чарльзом Аддамсом.

## Особисте життя
У червні 2022 одружився з продюсером-геєм Філдером Джувета.

## Фільмографія

### Актор
| Рік       |   | Українська назва               | Оригінальна назва     | Роль                    |
| --------- | - | ------------------------------ | --------------------- | ----------------------- |
| 2018      | ф | Звукова хвиля                  | Soundwave             | Бен Бойлз               |
| 2018      | с | Світ Дикого Заходу             | Westworld             | скаут                   |
| 2019      | ф | Там, де ми зникнемо            | Where We Disappear    | Іван                    |
| 2019      | с | Навчені                        | Schooled              | Мет Райан               |
| 2019      | с | Що/якщо                        | What/If               | Тайлер                  |
| 2019      | с | Правду мовлячи                 | Truth Be Told         | Уоррен Кейв у молодості |
| 2020      | с | Ваша честь                     | Your Honor            | Адам Десіато            |
| 2022—2025 | с | Венздей                        | Wednesday             | Тайлер Галпін           |
| 2025      | с | Шибайголова: Народжений наново | Daredevil: Born Again | Бастіан Купер / Муза    |